# Waldseepfad Rieden

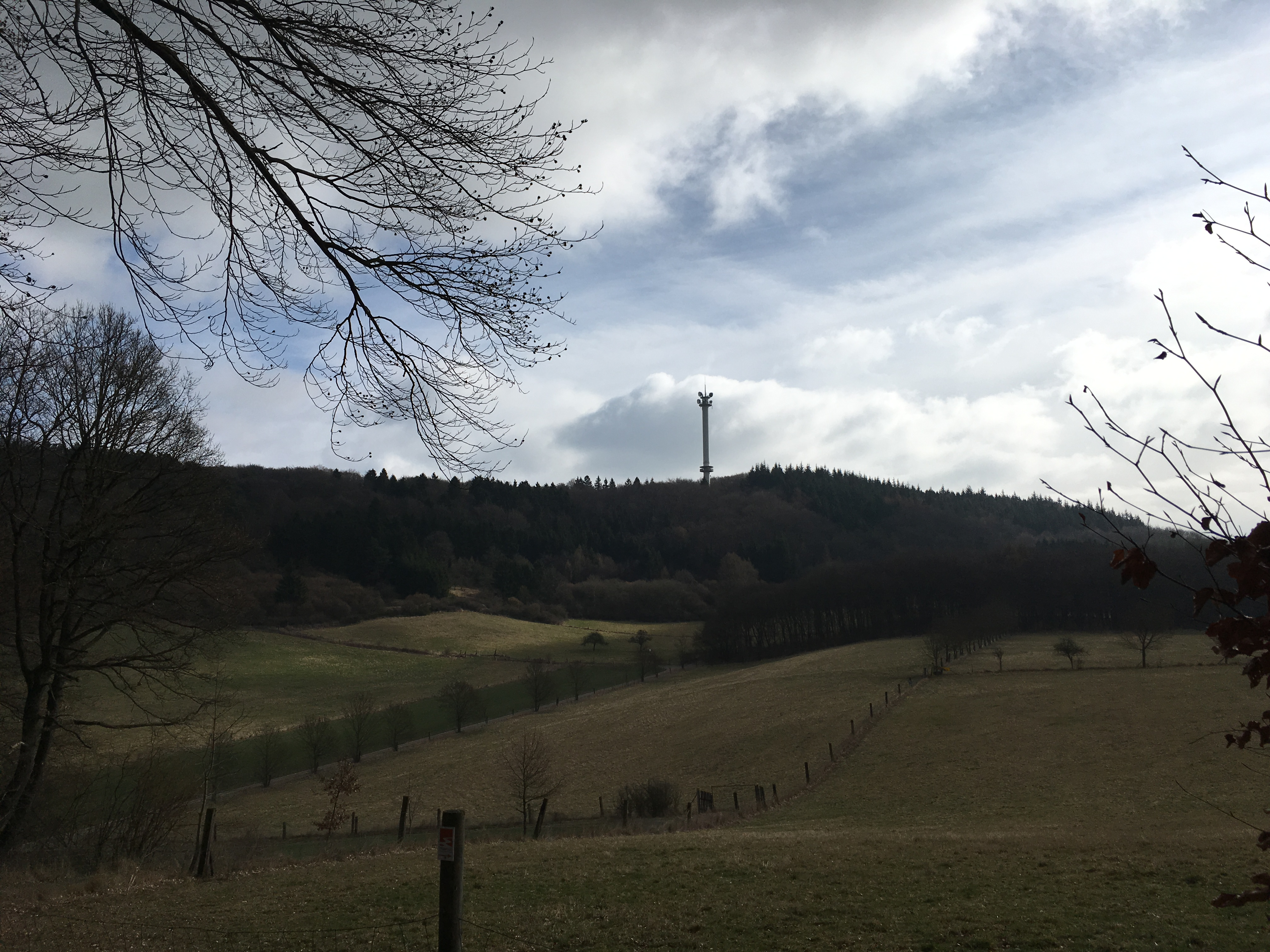
Blick auf den Gänsehals

Der Waldseepfad Rieden ist ein 14,2 km langer Rundwanderweg über 464 Höhenmeter, der die Region um das Steinmetzdorf Rieden mit seinem Riedener Tuff erschließt. Er befindet sich im Landkreis Mayen-Koblenz in Rheinland-Pfalz und gehört zu den 26 Traumpfaden, die als Prädikatswanderwege mit dem Wandersiegel des Deutschen Wanderinstituts ausgezeichnet wurden.

## Verlauf

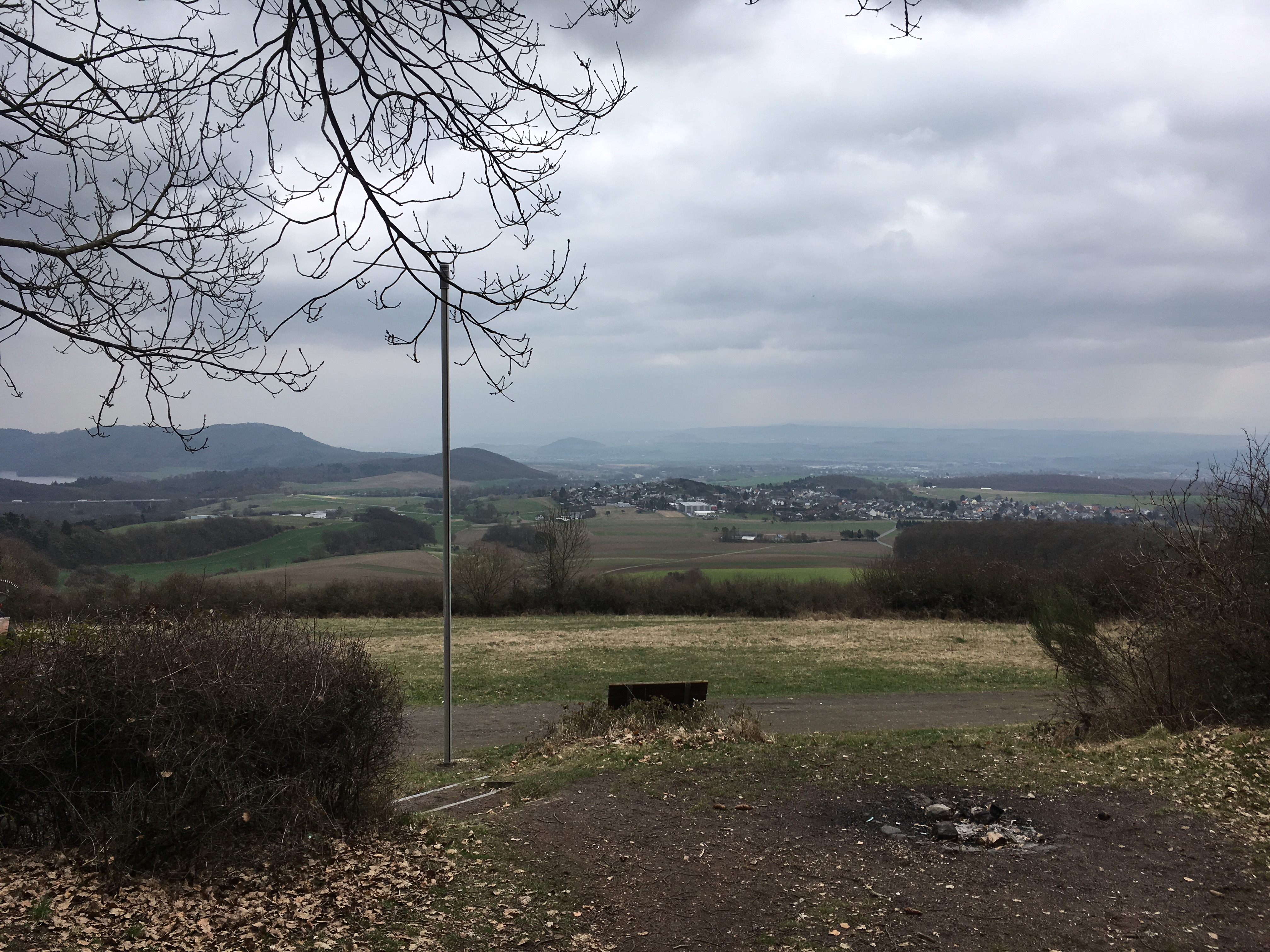
Ausblick von der Gänsehalshütte

Die Initiatoren geben als Ausgangspunkt für die Wanderung den Parkplatz am Waldsee in Rieden an. Von dort verläuft der Weg in östlicher Richtung entlang des Rehbachs zu einem Sauerbrunnen, aus dem stark eisenhaltiges Wasser in Trinkwasserqualität austritt. An der Bachstraße befindet sich der erste Anstieg auf eine Anhöhe, die einen Ausblick auf Rieden mit der römisch-katholischen Pfarrkirche St. Hubertus ermöglicht. Der Pfad verläuft weiter in östlicher Richtung entlang des Fußes des 500,7 Meter hohen Schorenbergs in den Wald hinein, bis der Wanderer eine Weide erreicht, die zunächst in südlicher, dann in östlicher und schließlich in nördlicher Richtung passiert wird. Von dort eröffnet sich ein Blick auf den 575,3 Meter hohen Gänsehals mit dem Gänsehalsturm. Der 74 Meter hohe Richtfunkturm ist gleichzeitig ein Aussichtsturm. Dieser wird über einen weiteren Anstieg in östlicher Richtung erreicht. Von der Aussichtsplattform eröffnet sich dem Betrachter ein Blick über die Vulkaneifel und das Neuwieder Becken. In südöstlicher Richtung führt der Weg zur Gänsehalshütte, einer Schutzhütte. Weiter in südöstlicher Richtung trifft der Weg auf einen weiteren Traumpfad, die Vier-Berge-Tour. Entlang dem 570,1 Meter hohen Schmitzkopfes verlaufen beide Wege parallel, bis der Aussichtspunkt Maifeldblick erreicht ist. Von dort führt die Route in südwestlicher Richtung zum Kreuz Udelsheck und in einer Serpentine im Wechsel von freien Flächen und Mischwald zurück zum Waldsee in Rieden.

## Sehenswürdigkeiten
- Pfarrkirche St. Hubertus aus dem 13. Jahrhundert, mehrfach umgebaut mit einer Kanzel aus dem Jahr 1924
- Rehbachtal
- Sauerbrunnen in Rieden
- Naturschutzgebiet Gänsehals, Schorenberg, Burgberg und Schmitzkopf mit Gänsehals und Aussichtsturm
- Aussichtspunkt Maifeldblick
- Aussichtspunkt Udelsheck